# Michael Mann
Michael Mann (* 5. února 1943) je americký filmový režisér, scenárista a producent. Jeho režijním celovečerním filmovým debutem byl v roce 1981 snímek Zloděj, na který dodnes navázal bezmála desítkou dalších filmů, z nichž největší slávu mu vysloužili například Poslední mohykán nebo Nelítostný souboj. Za snímek Insider: Muž, který věděl příliš mnoho byl dvakrát nominován na prestižní cenu Oscar.

## Biografie
Michael Mann se narodil 5. února roku 1943 v Illinois v Chicagu. Po studiu na University of Wisconsin–Madison Mann ovlivněný Kubrickovým dílem propadnul filmu a přestěhoval se do Londýna, kde navštěvoval London's International Film School. Po režijních začátcích z 60. a počátku 70. let, kdy točil televizní reklamy, představil v roce 1972 krátký dokumentární snímek 17 Days Down the Line a o dva roky později televizní krimi Police Woman, na které se podílel jako spolutvůrce. Obě díla však byla zastíněna Mannovou scenáristickou prací, kde slavil úspěch zejména jako scenárista známého seriálu Starsky a Hutch nebo televizní show Police Story. Po dalších scenáristických pracích na několika seriálech (například Vega$) v roce 1979 Mann natočil svůj první film Míle do Jericha (primárně určený pro pouze pro televizní obrazovky), který však nezaznamenal žádnou výraznější pozornost. Kariérním zlomem se stal až snímek Zloděj z roku 1981, který nastartoval Mannovu režijní kariéru v Hollywoodu a zároveň žánrově předznamenal další jeho filmy.
O dva roky později Mann natočil snímek Pevnost, který je jediným režisérovým zavítáním k hororovému žánru. Snímek byl přijat rozporuplně, ale svou diváckou základnu si našel a pro Mannovy fanoušky se dnes jedná o kultovní dílo. Většího ohlasu se dostalo seriálu Miami vice z roku 1984, který Mann kromě režie i produkoval. Po Miami Vice se v roce 1986 podílel i na seriálu Crime story, jenž však sklízel spíše průměrné recenze. Tak tomu bylo i u filmu Červený drak ze stejného roku a dále i u "televizního" Přepadení v L.A. (1989).
Výrazným úspěchem se stal Poslední mohykán z roku 1992. Mann zde opustil žánr kriminálního dramatu a tento dobrodružný historický velkofilm byl nadšeně přijat odbornou kritikou i veřejností. Kromě pozitivního diváckého ohlasu získal film navíc i Oscara za nejlepší zvuk. Dnes je film zařazován do zlatého filmového fondu a v Mannově tvorbě má přelomový charakter. Od tohoto okamžiku začala Mannova hvězda stoupat strmě vzhůru. O tři roky později uvedl film Nelítostný souboj, který je kritiky považován za jeho nejlepší dílo. Kriminální snímek, ve kterém se spolu utkávají Robert De Niro a Al Pacino jako muži stojící na opačných stranách zákona, překvapivě nedosáhnul na významnější ocenění, ale do dnes zůstává na špičce kriminálního žánru.
Další kriminální thriller představil Mann až po čtyřleté pauze. Insider: Muž, který věděl příliš mnoho, navázal na úspěchy předcházejících filmů. Snímek sice nezaznamenal tak vřelé divácké přijetí, jako tomu bylo například u Posledního mohykána, u odborné poroty ale posbíral velmi pozitivní hodnocení. Film získal sedm nominací na Oscara (Mann sám byl nominován za nejlepší režii a scénář) a i přes to, že si nakonec žádnou sošku neodnesl, zařadil se mezi Mannovy nejúspěšnější filmy, čemuž napomohlo opětovné obsazení Al Pacina a v té době již populárního Russela Crowa.
V roce 2001 Mann natočil životopisný film Ali, ve kterém Will Smith ztvárnil boxerskou legendu Muhammada Aliho. Film však nebyl přijat tak vřele jako předcházející snímky, a proto se Mann opět vrátil ke kriminálnímu žánru. V roce 2004 to bylo s (opět kladně přijatým) snímkem Collateral v hlavních rolích s Tomem Cruisem a Jamiem Foxxem. V roce 2006 poté Mann natočil celovečerní film Miami Vice, tedy filmovou verzi seriálu, který jej na počátku kariéry uvedl do Hollywoodu.
Zatím posledním Mannovým filmem jsou Veřejní nepřátelé z roku 2009. Do životopisného snímku o legendárním americkém zločinci z 80. let, Johnu Dillingerovi, Mann obsadil filmové hvězdy současnosti - Johnyho Deppa a Christiana Balea, ale i přes to film zůstal za očekáváními a zařadil se spíše k průměrnějším Mannovým dílům.
Od posledního snímku se Mann znovu odmlčel a pracuje na novém filmu, který by měl navázat na sérii jeho kriminálních thrillerů. Pro hlavní roli Mann vybral mladého Chrise Hemswortha, jenž je jedním z nejobsazovanějších herců současnosti. Film by měl být do kin uveden v roce 2014.

## Režijní filmografie
- 1981 Zloděj
- 1983 Pevnost
- 1986 Červený drak
- 1989 Přepadení v L.A.
- 1992 Poslední mohykán
- 1995 Nelítostný souboj
- 1999 Insider: Muž, který věděl příliš mnoho
- 2001 Ali
- 2004 Collateral
- 2006 Miami Vice
- 2009 Veřejní nepřátelé

## Knihy
- The cinema of Michael Mann
- Blood in the moonlight, Michael Mann and information age cinema